# Джованні Баттиста Джизлені
Джова́нні Батти́ста Джизле́ні (італ. Giovanni Battista Gisleni 1600, Рим  — 3 травня 1672, там само) — італійський архітектор, музикант і декоратор. Народився в Римі. Навчався в Академії святого Луки. Працював надворним архітектором королів: Сигізмунда III Вази, Владислава IV, і Яна II Казимира. Помер у Римі.
Відомі роботи:
- 1642 року спроектував костел кармеліток босих (нині Церква Стрітення Господнього) у Львові.
- Ймовірно автор проекту Костелу Успіння Богородиці у Варшаві (колишній монастир кармелітів босих 1652).